# ورزشگاه یونیورسیتی (آلبوکرکی)

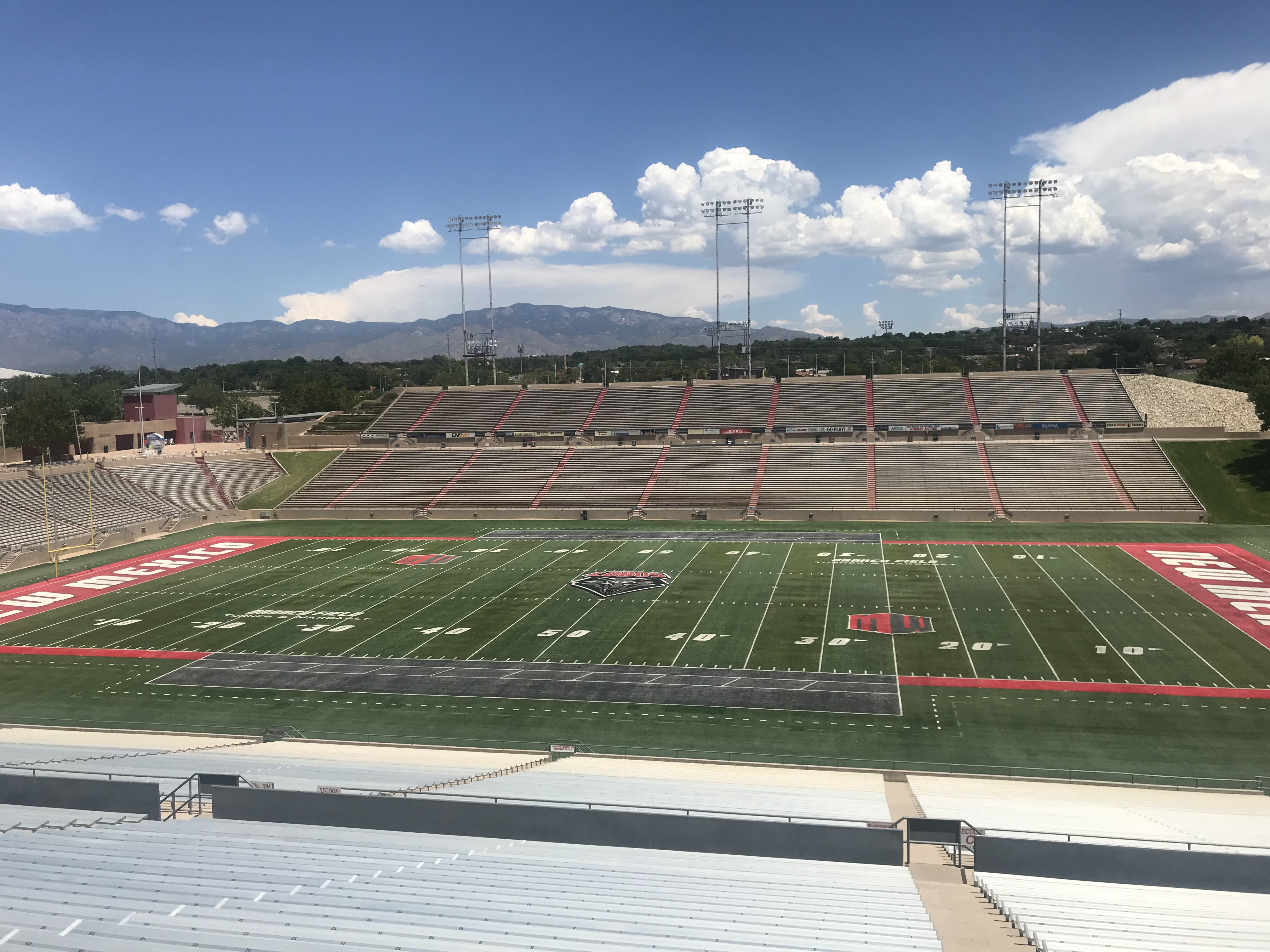
نمایی از ورزشگاه یونیورسیتی در سال ۲۰۱۹

ورزشگاه یونیورسیتی (به انگلیسی: University Stadium, Albuquerque) با ظرفیت ۳۸٬۶۴۳ نفر در شهر آلبوکرکی ایالت نیو مکزیکو واقع شده‌است. این ورزشگاه در تاریخ ۱۹۶۰ تأسیس شد و دارای زمین چمن می‌باشد.